# Atomic Blonde
Pour plus de détails, voir Fiche technique et Distribution.
Atomic Blonde ou Blonde atomique au Québec est un film d'espionnage américain réalisé par David Leitch, sorti en 2017. Il s'agit d'une adaptation cinématographique du roman graphique The Coldest City écrit par Antony Johnston, dessiné par Sam Hart et publié par Oni Press en 2012.
Charlize Theron incarne ici l'agent Lorraine Broughton, une des meilleures espionnes des services secrets britanniques. À la fois sensuelle et sauvage, elle est prête à déployer toutes ses compétences pour rester en vie durant sa mission impossible. Envoyée seule à Berlin dans le but de retrouver une liste de la plus haute importance dans cette ville au climat instable, elle s'associe avec David Percival, le chef de station local, et commence alors un jeu d’espions des plus meurtriers.

## Synopsis
De retour à Londres après une mission éprouvante à Berlin, l'agent secret britannique du MI6 Lorraine Broughton se retrouve interrogée par son supérieur Eric Gray ainsi que par l'Américain Kurzfeld, officier de la CIA. Elle raconte la façon dont elle a accompli sa mission...
En 1989, à la veille de la chute du mur de Berlin, l'agent secret du MI6 James Gascoigne est tué par l'agent du KGB Yuri Bakhtine, dans le but de voler une montre qui comprend une liste d'agents secrets œuvrant en Union soviétique. Cette montre lui a été fournie par un agent de la Stasi surnommé Spyglass. Quelques jours plus tard, Lorraine Broughton, ancienne amante de Gascoigne, est envoyée en mission à Berlin pour récupérer la liste. Elle est également chargée de tuer un agent double surnommé Satchel, qui livre des secrets aux Soviétiques depuis des années. Elle se fait passer pour Elizabeth Lloyd, une avocate officiellement envoyée par la famille de Gascoigne.
À peine arrivée à Berlin, des agents du KGB lui tendent un piège, qu'elle déjoue en tuant l'un de ses deux adversaires avant que l'agent David Percival ne la rejoigne. Il prétend ne pas avoir connu Gascoigne, même s'il travaille depuis dix ans à Berlin au rang de chef de poste pour le MI6. Lorraine se rend à l'appartement de Gascoigne, où elle trouve une photo de ce dernier en compagnie de Percival. Des policiers ouest-allemands, prévenus par Percival se rendent à l'appartement et contraignent Lorraine à s'en débarrasser par la force. Cet événement renforce sa suspicion à l'égard de l'agent Percival. Elle se rend plus tard dans un bar branché, où elle rencontre Aleksander Bremovych, un haut gradé du KGB, puis Delphine Lasalle, agent secret française, avec qui elle finira par entamer une relation torride malgré une première confrontation musclée. Alors que Lorraine se rend à Berlin-Est afin de prendre contact avec Merkel, un jeune Allemand qui lui fournit de précieuses informations, elle est suivie par des agents russes qui tentent de prendre contact avec elle.
Bakhtine se rend chez un horloger en contact avec les réseaux secrets de Berlin et annonce son intention de vendre la liste au plus offrant. Percival l'attend de pied ferme à son retour et le tue afin de s'emparer de la montre. Alors qu'il déchiffre les informations contenues dans la montre, Percival identifie Satchel, et Lorraine reçoit une alerte lui signalant que Satchel vient d'être compromis.
Lorraine répond à l'appel de Percival qui l'invite à se rejoindre. Il lui annonce alors la nécessité de faire passer Spyglass, qui a mémorisé le contenu de la liste grâce à sa mémoire eidétique, du côté Ouest avec sa famille, selon son souhait. Lorraine se rend rapidement compte que Percival essaie de la piéger. À bâtons rompus et réservant des surprises l'un à l'autre, les deux agents organisent la fuite de Spyglass et de sa famille à l'occasion d'une manifestation berlinoise. Des agents russes présents sur place sous les ordres de Bremovych prennent Lorraine et Spyglass pour cible. Spyglass blessé par une balle tirée par Percival, les deux individus se retranchent dans un immeuble où Lorraine affronte une dizaine d'hommes armés. Prenant la fuite à bord d'une voiture de police, ils finissent projetés dans le canal. Incapable de s'extraire de la voiture, Spyglass meurt et Lorraine est retrouvée par Merkel qui l'aide à revenir à Berlin-Ouest.
S'étant rendu compte qu'elle a été mise sur écoute par Percival, Lorraine finit par localiser un micro UHF français qui incrimine Delphine Lasalle. Elle considère cela comme un piège tendu par Percival et enjoint à Lasalle de quitter Berlin. Lasalle menace Percival qui s'introduit chez elle et la tue alors qu'elle prépare son départ. Arrivée trop tard sur place pour sauver Lasalle, Lorraine découvre des clichés laissés par l'espionne française montrant Percival échangeant des informations avec Bremovych, suggérant qu'il est Satchel. Elle retrouve Percival qui s'apprête à s'enfuir et l'assassine tandis que les Berlinois célèbrent la chute du mur. Lorraine s'empare à son tour de la montre.
Grâce à un savant montage d'enregistrements et avec les clichés de Lasalle, Lorraine prouve au MI6 que Percival était un traître, justifiant son assassinat. Elle déclare ignorer où se trouve la liste des agents secrets et l'affaire est étouffée par l'organisation. Trois jours plus tard, elle rencontre Bremovych dans un hôtel parisien et prétend lui donner la montre. Il l'identifie comme le camarade Satchel, mais la considérant désormais comme une traîtresse, il tente de la faire tuer. Elle se débarrasse sans effort de ses assassins et tue Bremovych, non sans lui révéler au préalable qu'elle n'a jamais collaboré avec les Soviétiques mais s'est servie d'eux pendant des années afin d'affaiblir le bloc soviétique. Le soir même, elle rejoint Kurzfeld dans un avion qui s'envole pour Langley, tous deux satisfaits qu'elle ait accompli sa mission pour la CIA.

## Fiche technique
Sauf indication contraire, les informations mentionnées dans cette section peuvent être confirmées par la base de données cinématographiques IMDb,  présente dans la section « Liens externes ».
- Titre original et français : Atomic Blonde
- Titre québécois : Blonde Atomique
- Réalisation : David Leitch
- Scénario : Kurt Johnstad, d'après le roman graphique The Coldest City d'Antony Johnston et Sam Hart
- Décors : David Scheunemann
- Costumes : Cindy Evans
- Photographie : Jonathan Sela
- Montage : Elísabet Ronaldsdóttir
- Musique : Tyler Bates
- Producteurs : A.J. Dix, Eric Gitter, Beth Kono, Kelly McCormick, Peter Schwerin et Charlize Theron
  - Coproducteurs : Ildiko Kemeny et David Minkowski
  - Producteurs délégués : David Guillod, Kurt Johnstad, Nick Meyer, Joe Nozemack, Steven V. Scavelli, Marc Schaberg, Ethan Smith, Fredrik Zander
- Sociétés de production : 87Eleven, Closed on Mondays Entertainment, Denver and Delilah Productions, Focus Features et Sierra / Affinity
- Distribution : Focus Features (États-Unis), Universal Pictures International France (France)
- Pays de production :  États-Unis
- Langue : Anglais, Allemand, Français
- Budget : 30 millions de dollars[3]
- Durée : 115 minutes
- Genre : action, espionnage, thriller
- Dates de sortie[4] :
  - États-Unis : 11 août 2017
  - France : 16 août 2017
- Classification :
  - États-Unis : R - Restricted (interdit aux moins de 17 ans).
  - France : interdit aux moins de 12 ans

## Distribution
- Charlize Theron (VF : Sophie Broustal ; VQ : Camille Cyr-Desmarais) : Lorraine Broughton
- James McAvoy (VF : Alexis Victor ; VQ : Nicolas Charbonneaux-Collombet) : David Percival
- Eddie Marsan (VF : Jérôme Keen ; VQ : Frédéric Desager) : Spyglass
- Sofia Boutella (VF et VQ : elle-même) : Delphine Lasalle
- John Goodman (VF : Jacques Frantz ; VQ : Yves Corbeil) : Emmet Kurzfeld
- Toby Jones (VF : Loïc Houdré ; VQ : François Sasseville (acteur)) : Eric Gray
- James Faulkner (VF : Patrick Béthune ; VQ : René Gagnon (acteur)) : C
- Roland Møller (VF : Xavier Schlinwanski ; VQ : Louis-Philippe Dandenault) : Aleksander Bremovych
- Bill Skarsgård (VF : Alexis Gilot ; VQ : Kevin Houle) : Merkel
- Sam Hargrave (VF : Sébastien Ossard ; VQ : Jean-Philippe Baril Guérard) : James Gascoigne
- Johannes Johannesson (VF : Nikola Krminac) : Yuri Bakhtin
- Til Schweiger (VF : Jochen Haegele) : l'horloger
- Barbara Sukowa (VF : Susanne Schmidt) : le médecin légiste
- Daniel Bernhardt : le soldat
- Declan Hannigan : le chauffeur
- Daniel Hargrave : le sniper
- Greg Rementer : l'observateur
- Cale Schultz : Boris

 Source et légende : version française (VF) sur RS Doublage; (Société de doublage VF : Symphonia Films / Directeur artistique : Hervé Rey / Adaptation : Bruno Chevillard) version québécoise (VQ) sur Doublage.qc.ca

## Production

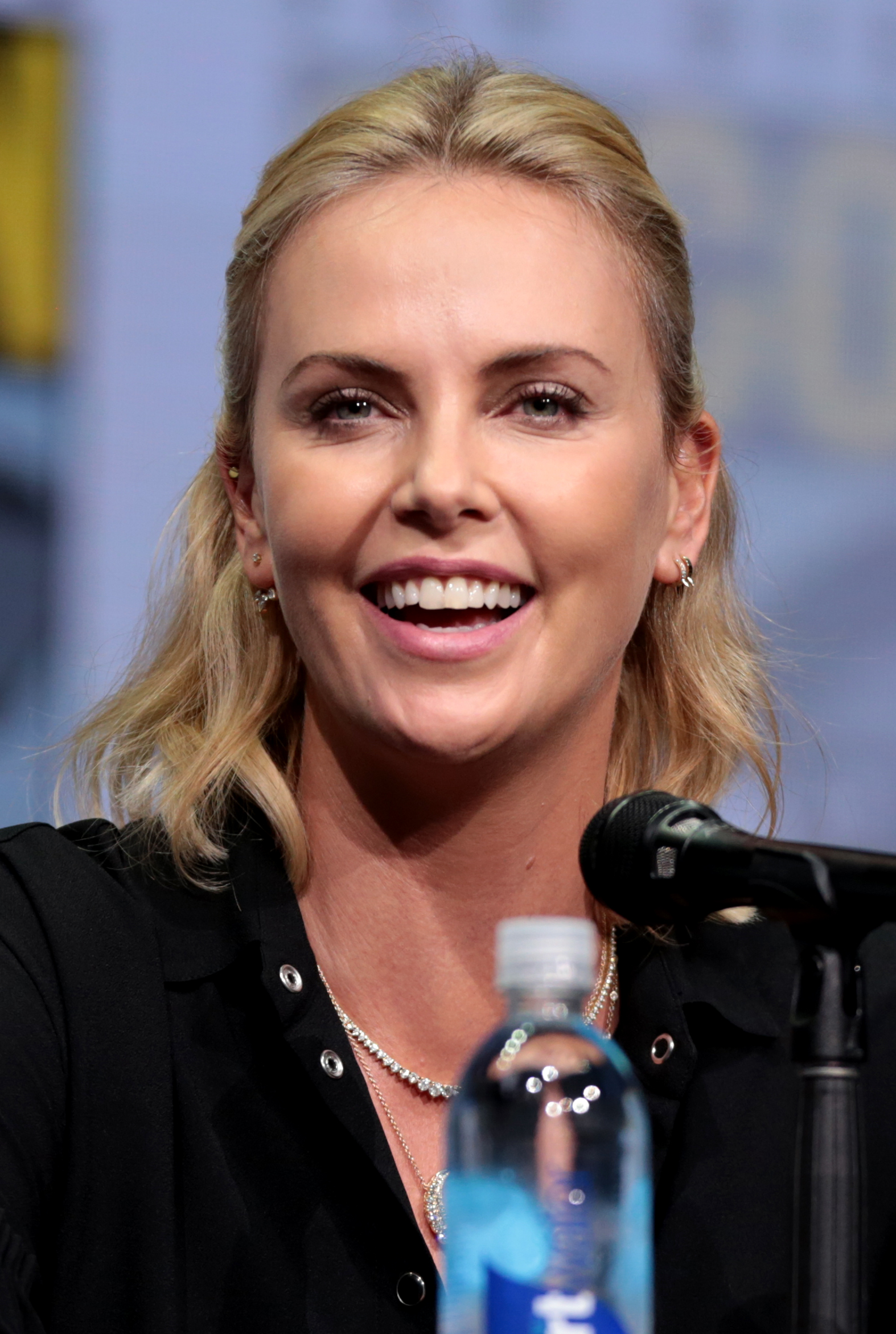
L'actrice principale Charlize Theron, pour la promotion du film au San Diego Comic-Con 2017.

### Genèse et développement
En mai 2015, il est annoncé que Focus Features a acquis les droits de distribution américaine pour un film adapté du roman graphique The Coldest City écrit par Antony Johnston et illustré par Sam Hart, avec Charlize Theron dans le rôle principal. David Leitch et Chad Stahelski, coréalisateurs de John Wick, sont pressentis pour mettre en scène le film, basé sur un script de Kurt Johnstad. Charlize Theron participe également à la production du film via sa société Denver and Delilah Productions.
En octobre 2015, David Leitch demeure le seul réalisateur du film, Chad Stahelski préférant se concentrer sur John Wick 2.
Le projet est initialement développé sous le titre The Coldest City, avant d'être renommé en Atomic Blonde en février 2017.

### Attribution des rôles
En octobre 2015, James McAvoy rejoint Charlize Theron. Il est alors révélé que Sofia Boutella a obtenu un rôle non spécifié. En novembre 2015, c'est au tour de John Goodman de décrocher un rôle, celui d'un agent américain.

### Tournage
Le tournage débute le 22 novembre 2015 à Budapest. Il a ensuite lieu en Allemagne, notamment à Berlin et aux studios de Babelsberg. Il a lieu également à Londres.

## Bande originale
La musique originale du film est composée par Tyler Bates. L'album contient certaines de ses compositions mais davantage de chansons non originales d'artistes rock des années 1970-1980 comme David Bowie et The Clash ainsi que des groupes de new wave-synthpop comme A Flock of Seagulls, Re-Flex ou 'Til Tuesday. Par ailleurs, on peut entendre dans le film Fight the power de Public Enemy et Under Pressure de Queen et David Bowie qui n'est pas présente sur l'album.
Dans les bandes annonces, on peut notamment entendre Killer Queen de Queen, Black Skinhead de Kanye West et Personal Jesus de Depeche Mode (qu'on entend également dans le film avec le titre Behind The Wheel) ou encore une version remixée de Sweet Dreams (Are Made of This) d'Eurythmics.
| Liste des titres | Liste des titres                   | Liste des titres             | Liste des titres | Liste des titres | Liste des titres | Liste des titres | Liste des titres | Liste des titres | Liste des titres |
| No               | Titre                              | Interprètes                  | Durée            |                  |                  |                  |                  |                  |                  |
| ---------------- | ---------------------------------- | ---------------------------- | ---------------- | ---------------- | ---------------- | ---------------- | ---------------- | ---------------- | ---------------- |
| 1.               | Cat People (Putting Out Fire)      | David Bowie                  | 6:43             |                  |                  |                  |                  |                  |                  |
| 2.               | Major Tom (Völlig Losgelöst)       | Peter Schilling              | 4:58             |                  |                  |                  |                  |                  |                  |
| 3.               | Blue Monday (reprise de New Order) | HEALTH                       | 4:46             |                  |                  |                  |                  |                  |                  |
| 4.               | C*cks*cker                         | Tyler Bates                  | 1:47             |                  |                  |                  |                  |                  |                  |
| 5.               | 99 Luftballons                     | Nena                         | 3:51             |                  |                  |                  |                  |                  |                  |
| 6.               | Father Figure                      | George Michael               | 5:37             |                  |                  |                  |                  |                  |                  |
| 7.               | Der Kommissar (reprise de Falco)   | After the Fire (en)          | 5:40             |                  |                  |                  |                  |                  |                  |
| 8.               | Cities in Dust                     | Siouxsie and the Banshees    | 4:03             |                  |                  |                  |                  |                  |                  |
| 9.               | The Politics of Dancing            | Re-Flex                      | 3:56             |                  |                  |                  |                  |                  |                  |
| 10.              | Stigmata (reprise de Ministry)     | Marilyn Manson & Tyler Bates | 5:36             |                  |                  |                  |                  |                  |                  |
| 11.              | Demonstration                      | Tyler Bates                  | 3:44             |                  |                  |                  |                  |                  |                  |
| 12.              | I Ran (So Far Away)                | A Flock of Seagulls          | 5:05             |                  |                  |                  |                  |                  |                  |
| 13.              | 99 Luftballons (reprise de Nena)   | Kaleida                      | 3:52             |                  |                  |                  |                  |                  |                  |
| 14.              | Voices Carry                       | 'Til Tuesday                 | 4:18             |                  |                  |                  |                  |                  |                  |
| 15.              | London Calling                     | The Clash                    | 3:19             |                  |                  |                  |                  |                  |                  |
| 16.              | Finding the UHF Device             | Tyler Bates                  | 2:48             |                  |                  |                  |                  |                  |                  |
| 70:03            |                                    |                              |                  |                  |                  |                  |                  |                  |                  |

## Sortie et accueil

### Critique
Aux États-Unis, le film reçoit des critiques globalement positives. Sur l'agrégateur américain Rotten Tomatoes, il obtient 76 % d'opinions favorables pour 210 critiques, pour une note moyenne de 6,4⁄10. Sur Metacritic, Atomic Blonde récolte une moyenne de 63⁄100 pour 49 critiques.
Richard Roeper du Chicago Sun-Times lui donne une note de 3,5⁄4 en écrivant notamment « quelque part entre Bourne et Bond [...] c'est une recette un peu ridicule, ultra-violente et follement divertissant ». Il plébiscite aussi la performance et le charme magnétique et dur à cuire de Charlize Theron qui confirme son statut de star de film d'action après Mad Max: Fury Road. Dans Rolling Stone, Peter Travers, qui le note 3⁄4, met en avant la distribution et les scènes de combat, notamment celle sur fond de 99 Luftballons.
En France, l'accueil critique est moins positif : le site Allociné recense une moyenne des critiques presse de 3,2/5.

### Box-office
| Pays ou région    | Box-office      | Date d'arrêt du box-office | Nombre de semaines |
| ----------------- | --------------- | -------------------------- | ------------------ |
| France            | 435 530 entrées | 26 septembre 2017          | 6                  |
| États-Unis Canada | 51 687 870 $    | 5 octobre 2017             | 10                 |
| Mondial           | 100 014 025 $   | -                          | -                  |

Le film connaît un succès commercial, rapportant plus 100 millions de $ de recettes mondiales, dont 51,7 millions de $ aux États-Unis et 5,1 millions de $ au Royaume-Uni (son meilleur score à l'international). En France, l'accueil au box-office est plus modéré avec plus de 436 000 entrées en fin d'exploitation.

## Autour du film
La scène saphique entre Charlize Theron et Sofia Boutella a fait le buzz dans les médias,,,,,,,,,.

## Clins d’œil
- Au début du film, Lorraine fait tomber un agent russe avec un tuyau d'arrosage. On peut alors entendre le cri Wilhelm.
- Lorraine boit à plusieurs reprises de la vodka Stolitchnaïa, comme dans le film Sens unique (1987) qui traite également d'un agent double russe.
- Pour fuir ses poursuivants, Lorraine se réfugie dans un cinéma projetant le film soviétique Stalker d'Andreï Tarkovski.